# Jacques Desjardins (sculpteur)
Ne doit pas être confondu avec Jacques Desjardins (contrôleur).
Jacques Desjardins est un sculpteur et fondeur hollandais, fondeur du roi, né Jacobus van den Bogaert, à Bréda le 4 février 1671, et mort à Grand Montreuil (Versailles) le 7 avril 1737.

## Biographie
Jacques Desjardins est le fils de Jean van den Bogaert, marchand à Bréda, et de Catherine Bénard, neveu de Martin Desjardins et cousin de Jacques Desjardins, contrôleur des bâtiments à Marly. Il est venu à Paris, probablement par la réputation de son oncle.
Il a réalisé des bronzes pour orner le château de Poppelsdorf commencé en 1715 par Robert de Cotte pour Joseph-Clément de Bavière, Prince-Électeur archevêque de Cologne. 
Il a réalisé des pièces en bronze au château de Versailles, au château de Meudon et au château de Marly où il a réalisé avec des confrères des vases en plomb et deux groupes de jeunes Tritons portant des coquilles, réparé en 1701-1702 la statue L’Aurore descendant de son char et produit des ouvrages de bronze pour les globes de Coronelli en 1706. Pour la chapelle royale de Versailles il a réalisé des ornements en bronzes pour le maître autel, les balustres de la tribune et les garnitures de bronze de la grande porte et la clé de la serrure sur un modèle élaboré par Grattepin en 1710
Il a réalisé plusieurs ouvrages pour l'abbaye de Saint-Denis, l'église Notre-Dame et l'église de l'hôtel des Invalides. Dans le cabinet de M. Blondel de Gagny, place Louis-le-Grand, on voyait de lui un bronze représentant une femme couchée.
Il a épousé, en 1700, Marie Brocard (1674- ), fille de François Brocard, « eslu en l'élection de Beauvais ». De cette union sont nés François Desjardins, né vers 1702, sculpteur du roi, et Marie Desjardins, née en 1705.